# Hollaback Girl
Hollaback Girl è un brano musicale della cantante statunitense Gwen Stefani, estratto come terzo singolo dal suo album di debutto come solista, Love. Angel. Music. Baby.. Come frutto della volontà di Stefani di creare "un pezzo dance sciocco", il brano è influenzato dalla musica pop e dance degli anni ottanta. Il brano, scritto da Stefani, Pharrell Williams e Chad Hugo, è una risposta a Courtney Love, che in un'intervista alla rivista Seventeen aveva dichiarato che la Stefani era una cheerleader.
Il brano ha riscosso un ottimo successo mondiale, insediandosi fra i primi dieci posti nel maggior numero di classifiche in cui è entrata: ha raggiunto la numero uno in Australia e Stati Uniti, divenendo in quest'ultimo paese il primo singolo di musica digitale a vendere un milione di copie. Hollaback Girl ha ottenuto alcune nomination a premi, fra cui una per la miglior performance pop vocale femminile e una per il disco dell'anno alla quarantottesima cerimonia dei Grammy Award, ma ha creato una frattura fra i critici di musica pop. Il singolo per CD presenta un bollino di "Avvertimento ai genitori: contenuto esplicito", benché l'album non lo presenti.

## Descrizione
Stefani aveva lavorato con i The Neptunes (Pharrell Williams e Chad Hugo) nelle prime fasi di stesura del disco Love. Angel. Music. Baby., ma aveva avuto un blocco creativo e la collaborazione con loro non era risultata proficua. Quando stava per concludere il disco, riuscì a recuperare l'ispirazione e prenotò una nuova sessione con i The Neptunes. Prese quindi un volo per New York per incontrare Williams e, dopo aver completato due brani in una sola settimana, si preparava a tornare a casa in anticipo rispetto a quanto preventivato. Era appena uscita dallo studio di incisione quando Williams la richiamò per scrivere un nuovo pezzo. Stefani ha confessato: «Ero stanca. Volevo andare a casa, ma lui mi disse qualcosa tipo: "Non partire, non ancora"». Appena la cantante fece ritorno in studio, Williams le fece ascoltare il suo primo album da solista, e le si sentì invidiosa. Entusiasta dal suo materiale, decise tuttavia di scrivere un altro pezzo insieme Williams, nonostante fosse convinta che il disco contenesse già troppe tracce.
Dopo aver discusso a lungo alla ricerca di ispirazione, Stefani disse a Williams di non avere ancora scritto un brano a proposito della sua decisione di intraprendere una carriera da solista e ricordò un commento sgradevole che aveva fatto su di lei la cantante grunge Courtney Love in un'intervista con la rivista Seventeen.
Nel numero di marzo 2005 di NME Stefani ribatté:
Stefani era convinta che alcuni fans dei No Doubt sarebbero stati delusi dal suo primo album da solista, e disse a Williams: «Probabilmente pensano: "Perché vuole fare questo disco? Così rovinerà tutto"». Confessò di non sapere neanche perché voleva pubblicare un disco da solista. I due decisero che Stefani non era tenuta a spiegare le sue intenzioni e che le scelte che avrebbe fatto si sarebbero basate solo su quello che considerava giusto o sbagliato. A proposito della sua creazione Stefani ha affermato che «Credo che sia l'attitude song più fresca che ascoltassi da tempo». Williams fu soddisfatto del risultato e dichiarò: «Gwen è come una ragazza al liceo che ha appena capito qual è il suo stile».
Stefani non ha mai spiegato il significato del titolo, quindi molti recensori hanno offerto le loro interpretazioni. In una lettura satirica e letterale delle parole del brano, il critico Greg Stacy di OC Weekly ha ipotizzato in maniera ironica che «Gwen è a quanto pare il capitano della squadra delle cheerleader; è lei la ragazza che "urla" ("holla" in inglese) i canti, non una delle ragazze che semplicemente li 'urlano' in risposta. Il significato più accettato è che una hollaback girl risponda a un confronto a parole ma che Stefani vorrebbe piuttosto prendere l'iniziativa e "fare un passo avanti". Il termine potrebbe riferirsi a quello che usavano gli operai edili americani degli anni quaranta per denigrare le donne che rispondevano positivamente ai loro "fischi" o richiami.

## Struttura
Hollaback Girl è un brano discretamente veloce, con un tempo di 110 battiti per minuto, ed è suonato nella chiave del Si maggiore. Contiene diverse campionature provenienti da quattro brani differenti: Another One Bites the Dust dei Queen, Nasty Boy di The Notorious B.I.G., Heaven and Hell is on Earth dei 20th Century Steel Band e Double Dutch Bus di Frankie Smith. Esso combina la old school rap con la musica dance, e - come nella maggioranza della musica pop - è posto in un tempo comune. La progressione armonica principale alterna le triadi del Si maggiore e del Re diesis minore. Gran parte del contenuto armonico del brano ruota attorno all'alternanza di due accordi che gli studiosi di musica potrebbero definire come la trasformazione dell'accordo di tonica, in cui la fondamentale dell'accordo di Si maggiore è abbassata di un semitono. Il brano presenta un uso di strumenti sparsi, tra cui per primo un battito minimo prodotto da una drum machine.

## Accoglienza
Hollaback Girl ha concentrato l'interesse di molti critici musicali. Jennifer Nine da Yahoo! Musica lo ha descritto come un brano "martellante, vuoto", e Stephen Thomas Erlewine da AllMusic ha notato che esso presentasse i "minuscoli, strimpellanti battiti" dei Neptunes. Richard Smirke da Playlouder lo ha definito "un marchio del calpestante hip hop dei Neptunes". Nella sua recensione di Love. Angel. Music. Baby., Rob Sheffield dal Rolling Stone ha dato al brano un voto positivo, scrivendo che "l'insolenza masticante gomma di Stefani porta fuori la bestia che c'è nei suoi maestri del ritmo, soprattutto nei Neptunes in Hollaback Girl". Blender lo ha redatto all'undicesimo posto nella classifica delle canzoni più belle del 2005, e il brano ha detenuto con Welcome to Jamrock di Damian Marley la numero cinque nella Pazz & Jop 2005, un sondaggio condotto da Robert Christgau sulla base di cento critici musicali.
Su un altro fronte, Jason Damas, in una recensione per il numero musicale PopMatters, ha creduto che il brano fosse "quasi uguale a uno di Dizzee Rascal" e ha aggiunto che "per quanto concerne il testo sembrerebbe quello in cui Stefani è caduta più in basso, soprattutto nella parte del breakdown dove ripete 'This shit is bananas / B-A-N-A-N-A-S!' più di una volta". Eric Greenwood da Drawer B ha definito Hollaback Girl "cretina e disarmonica in una maniera imbarazzante. Mi piacerebbe citarvi le parole, ma sono orrende, mi spiace molto per lei. Una donna di 35 anni che canta di pompon e 'pronuncia la parola merda' in un liceo tradisce un'immagine di sé talmente deludente che è difficile non rimanerne sbigottiti. E, come se non bastasse, i battiti dei Neptunes sono inefficienti e la produzione è pomposa in modo inanimato". Nick Sylvester da Pitchfork Media ha criticato il brano, definendolo una "caricatura dei Queen [...] che ha un potenziale da discoteca pari a un tredicenne con i baffi del latte e l'ID del padre". Nonostante questa recensione iniziale, Pitchfork Media avrebbe in seguito collocato il brano alla numero trentacinque nella classifica dei singoli più belli del 2005, e alla numero 180 nella sua classifica delle 500 canzoni più belle del decennio 2000. Maxim si è mostrata scettica sul brano e, nel suo numero di ottobre 2005, ha pubblicato una rassegna delle "20 canzoni più brutte di sempre" con Hollaback Girl al primo posto. Nel 2010, Matthew Wilkening da AOL Radio ha redatto il brano alla numero sedici nella classifica delle 100 canzoni più brutte di sempre.
Hollaback Girl è stata parodiata in un episodio della serie di cartoni animati I Griffin intitolato Nuovi talenti; dopo aver visto uno speciale di VH1 su Gwen Stefani, Brian Griffin afferma, "non so cosa sia una Hollaback Girl. Tutto quello che so è che la voglio morta."
Il bridge del brano, in cui Stefani esclama "This shit is bananas" e poi procede a fare lo spelling di bananas, è stato poi parodiato in una puntata della serie televisiva in claymation Celebrity Deathmatch dove la cantante fa lo spelling anche di bananas, broccoli e fortunella durante un'intervista con Tally Wong.

## Vendite

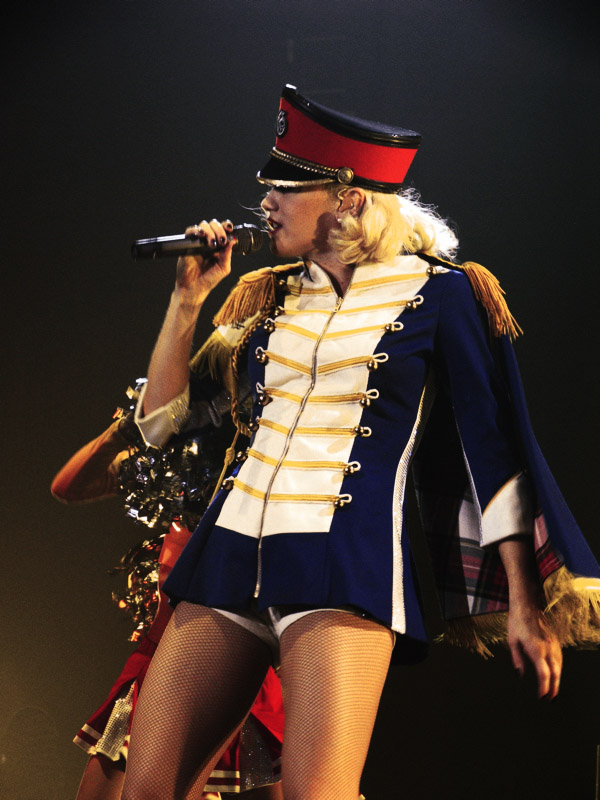
Stefani interpreta Hollaback Girl durante l'Harajuku Lovers Tour.

Il singolo è stato ufficialmente offerto alle radio in Nord America il 5 aprile 2005, sebbene il video musicale fosse stato pubblicato due settimane prima, il 21 marzo. Hollaback Girl si è fatto strada nella Billboard Hot 100 alla numero ottantadue nella settimana del 2 aprile 2005, e a distanza di sei settimana dalla sua uscita, ha raggiunto la vetta della classifica, divenendo il singolo più veloce a scalare la classifica nel 2005; è divenuta anche la prima numero uno di Gwen Stefani negli Stati Uniti. Ha mantenuto il posto alla numero uno per quattro settimane. Il singolo ha trascorso trentuno settimane nella Billboard Hot 100, ventinove delle quali fra i primi cinquanta posti della classifica. Nella rassegna di fine anno del 2005 redatta da Billboard, Hollaback Girl era il secondo singolo più venduto, alle spalle di We Belong Together di Mariah Carey.
Hollaback Girl ha battuto il record per il maggior numero di airplays nelle radio nordamericane in una settimana, con 9,582 volte, e ha mantenuto questo primato per più di un anno prima di essere superato da Hips Don't Lie di Shakira e Wyclef Jean. Ha dominato alla numero uno nella Billboard Pop 100 per otto settimane, ed è stato un successo minore nelle discoteche, raggiungendo il quindicesimo posto nella classifica Hot Dance Club Play. Il brano è divenuto un successo crossover, e ha raggiunto la numero quattro nella Rhythmic Songs e la numero otto nella classifica Hot R&B/Hip-Hop Songs.

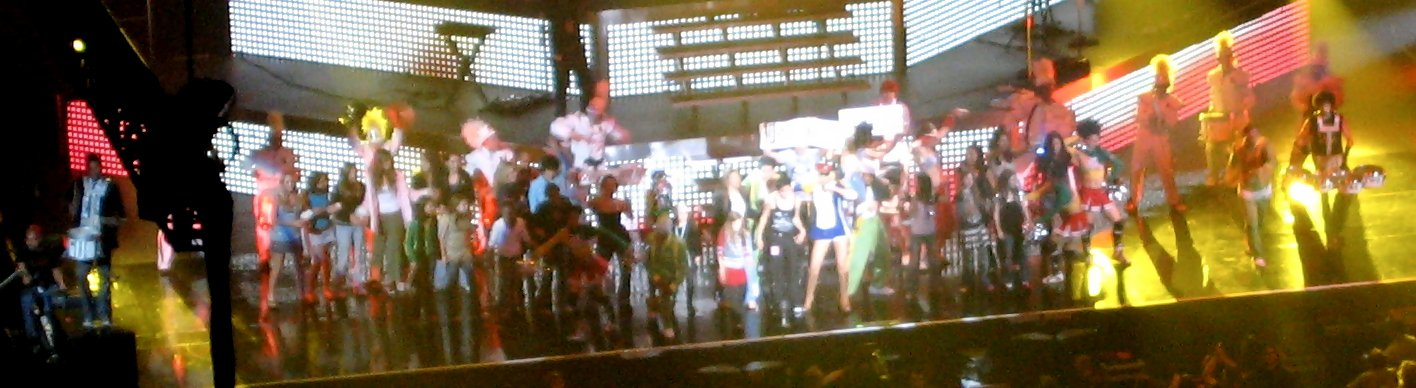
Una performance of "Hollaback Girl", che comprende una band che marcia e cheerleader.

Il brano è famoso per aver avuto un gran numero di download digitali, divenendo il primo singolo a vendere più download digitali di CD. Ad ottobre 2005, Hollaback Girl è divenuto il primo singolo in assoluto a vendere un milione di download digitali ed è arrivato in seguito a vendere un totale di 1.2 milione di download digitali. È stato certificato quintuplo disco di platino dalla Recording Industry Association of America. A causa dei suoi downloads, ha raggiunto la numero uno in entrambe le classifiche di vendita digitale in maniera concorrenziale, e ha svettato nella classifica di fine anno della Hot Digital Songs.
Hollaback Girl ha riscosso molto successo in Canada, dove il brano ha debuttato alla numero dodici nella Billboard Canadian Singles Chart; ma è poi sceso da qui e non è stato capace di raggiungere un posto più alto. È rimasto fra le cinquanta posizioni più alte per sei mesi. Comunque, Graham Henderson, presidente della Canadian Recording Industry Association, ha poi sostenuto che basandosi sulla popolazione del Canada vicina agli Stati Uniti, il singolo avrebbe dovuto vendere intorno alle 120,000 copie e le scarse vendite di 25,000 copie erano un segno che la legge di copyright canadese era stata inasprita per scoraggiare la condivisione di file pari non commerciali. Il colonnello Michael Geist ha dibattuto il confronto, sostenendo che il mercato canadese di musica online dovesse ancora svilupparsi.

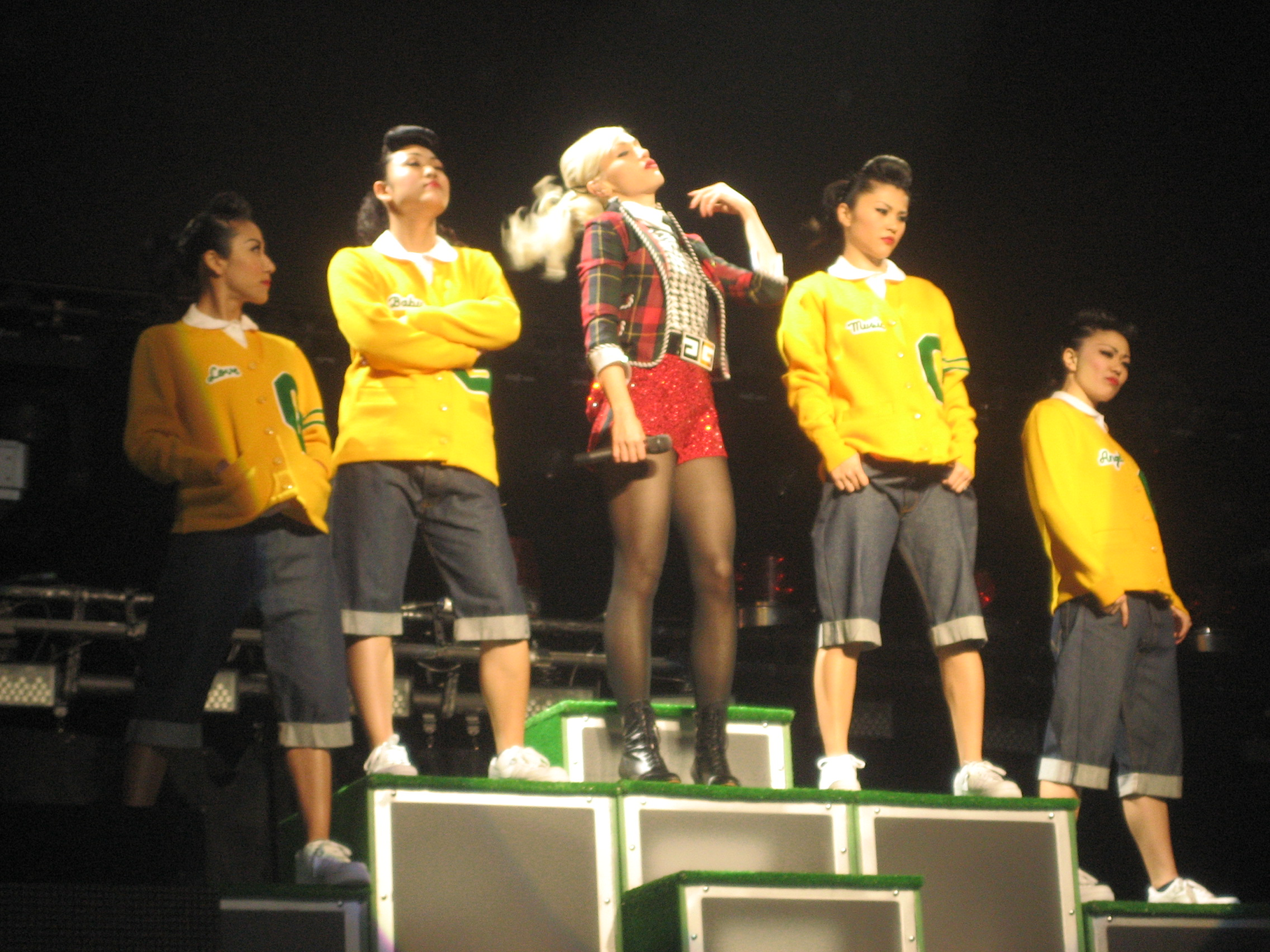
Stefani e le Harajuku Girls che eseguono Hollaback Girl nel The Sweet Escape Tour.

Nel resto del mondo, i comportamenti di fronte al singolo sono stati pienamente positivi, anche se non così straordinari come in Nord America. In Regno Unito, però, Hollaback Girl non ha riscosso lo stesso successo dei precedenti singoli di Stefani. I predecessori del singolo, What You Waiting For? e Rich Girl, hanno raggiunto entrambi la numero quattro, mentre Hollaback Girl ha debuttato alla numero otto, e si è mantenuto allo stesso posto la settimana seguente. Sebbene il suo successo britannico sia stato limitato, si è trattenuto fra i primi quaranta posti per altre undici settimane e ha sorpassato per vendite Rich Girl. Il singolo ha goduto un grande successo in Europa, raggiungendo la top five in Austria, Danimarca, Germania, e Irlanda, e la top ten in Belgio, Finlandia, Italia, Norvegia, Paesi Bassi, Svezia e Svizzera.

## Il video
Il video musicale è diretto da Paul Hunter e filmato nei quartieri Van Nuys e Reseda di Los Angeles. Il video si apre con Stefani che scatta una foto alle Harajuku Girls in posa, poco prima di essere raggiunte da una folla di studentesse festanti. L'artista e le Harajuku Girls salgono poi a bordo di una Chevrolet Impala del 1961 e s'incamminano per le strade di Los Angeles dalla Sherman Way past Magnolia Science Academy alla Birmingham High School, sempre pedinate dalle ragazze della scuola. Stefani e le sue amiche seminano disordine interrompendo una partita di football con una marcia per il campo, si fanno strada in un supermercato 99 Cents Only Store e lo devastano, lanciando per aria le scatole di cereali e facendosi spingere sui carrelli della spesa. A queste scene si alternano altre di intensa coreografia che dovrebbero rievocare l'immaginazione di Stefani. La cantante e le sue ballerine indossano costumi da majorette o cheerleader, accompagnate da numerosi gruppi di spirito californiano: le Orange Crush All Stars, una squadra di cheerleading di Orange County; una banda musicale della Fountain Valley High School a Fountain Valley; una squadra di sbandieratori chiamata le Bandiere della Carson High School di Carson; e una squadra di parate militari della Stephen M. White Middle School a Carson. In seguito, per illustrare il bridge del brano, le Harajuku Girls fanno lo spelling della parola "bananas" sollevando i cartelloni con le singole lettere. Il video si chiude con un fotogramma di Stefani in primo piano con le braccia in aria.
La decappottabile Chevy Impala del video è ricoperta da un dipinto dell'artista J. Martin. Il dipinto illustra il profilo di Stefani come quello sulla copertina del disco Love. Angel. Music. Baby. con le parole Hollaback Girl in calligrafia. L'auto è stata in seguito battuta all'asta su eBay. Pharrell Williams, uno dei co-produttori del brano, appare in un cameo. La versione completa di Hollaback Girl presentata nel video musicale è stata pubblicata su CD e download digitali, alcuni dei quali presentano remix di Diplo e Tony Kanal.
Il video ha debuttato il 21 marzo 2005 e ha riscosso un buon successo nei programmi delle classifiche di video. Ha debuttato su Total Request Live di MTV il 31 marzo alla numero dieci e si è trattenuto nel programma per un totale di cinquanta giorni, divenendo quello che Rolling Stone ha definito "una pietra miliare per TRL di MTV". Il video ha raggiunto la vetta della classifica ed è stato ritirato alla numero quattro il 23 giugno, divenendo il primo video di Stefani a ritirarsi. Ha anche raggiunto la vetta di Countdown di MuchMusic tre mesi dopo il suo debutto, e vi è rimasto per due settimane. VH1 ha redatto il video alla numero cinque nella sua classifica dei 40 video più belli del 2005, e agli MTV Video Music Awards 2005 il video ha ricevuto quattro nomination, trionfando solo in quella per la Miglior coreografia. Stefani non ha preso parte fra gli spalti degli MTV Video Music Awards 2006 alimentando le voci secondo cui stesse protestando per le scarse nomination dell'anno precedente, le ripetute vittorie di Kelly Clarkson e perché non le era stato chiesto di cantare dal vivo in quell'occasione. Stefani ha poi messo a tacere le indiscrezioni, sostenendo che "l'unica ragione per cui non ho partecipato agli MTV Video Music Awards è perché sto registrando musica e sto dedicando un po' di tempo alla mia famiglia".

## Tracce
1. Hollaback Girl (Album Version) – 3:20
2. Hollaback Girl (Hollatronix Remix by Diplo) – 2:42
3. Hollaback Girl (Instrumental) – 3:19
4. Hollaback Girl (Video) – 3:31

CD Single
1. Hollaback Girl (Album Version) – 3:20
2. Hollaback Girl (Hollatronix Remix by Diplo) – 2:42

## Remix
Diplo ha prodotto un remix del brano dopo che M.I.A. ebbe rifiutato l'offerta di produrne uno. Tony Kanal, vecchio membro dei No Doubt, ha prodotto un remix intitolato Dancehollaback Remix; questo brano presenta la cantante reggae Elan Atias, per cui Kanal ha prodotto l'album di debutto, e appare come singolo su iTunes sul CD di Cool e sul CD bonus dell'edizione deluxe di Love. Angel. Music. Baby. Gwen Stefani ha poi richiesto di prestare la sua voce in I Wanna Yell dall'album di debutto di Atias, Together as One.

## Classifiche
| Classifica (2005) | Posizione massima |
| ----------------- | ----------------- |
| Australia         | 1                 |
| Austria           | 5                 |
| Belgio (Fiandre)  | 6                 |
| Belgio (Vallonia) | 16                |
| Canada            | 12                |
| Danimarca         | 5                 |
| Finlandia         | 8                 |
| Francia           | 17                |
| Germania          | 3                 |
| Irlanda           | 4                 |
| Italia            | 6                 |
| Norvegia          | 6                 |
| Nuova Zelanda     | 3                 |
| Paesi Bassi       | 7                 |
| Regno Unito       | 8                 |
| Stati Uniti       | 1                 |
| Stati Uniti (Pop) | 1                 |
| Svezia            | 7                 |
| Svizzera          | 6                 |
| Ungheria          | 23                |

### Classifiche di fine anno
| Classifica (2005) | Posizione |
| ----------------- | --------- |
| Australia         | 21        |
| Austria           | 39        |
| Belgio (Fiandre)  | 44        |
| Belgio (Vallonia) | 67        |
| Paesi Bassi       | 54        |
| Europa            | 44        |
| Germania          | 41        |
| Nuova Zelanda     | 19        |
| Svezia            | 29        |
| Svizzera          | 34        |
| Stati Uniti       | 2         |

### Classifiche di fine decennio
| Classifica (2000–09) | Posizione |
| -------------------- | --------- |
| Stati Uniti          | 41        |